# 加菲爾德 (伊利諾伊州)
加菲爾德（英語：Garfield）是位於美國伊利諾伊州拉薩爾縣的一個非建制地區。該地的面積和人口皆未知。

## 地理
加菲爾德的座標為41°05′56″N 88°57′22″W / 41.09889°N 88.95611°W，而該地的平均海拔高度為203米（即666英尺）。